# RSF Polykobol II
Le Polykobol II est un synthétiseur analogique polyphonique fabriqué par RSF et commercialisé en 1983,.
Il dispose de huit voix, d'un clavier de 61 touches dynamique et d'une sauvegarde par interface K7 intégrée.
Il était assez complexe (plus de cinq cents composants dont trois microprocesseurs Motorola 6809) et instable, et n'a jamais été totalement au point. Cependant, il était apprécié pour le son chaud et puissant. RSF a déposé son bilan avant de le terminer complètement.
Très rare, il a fait l'objet d'une réédition en version numérique appelée PolyKB II.

## Utilisateurs
Il a été utilisé en particulier par Jean-Michel Jarre et Lightwave.